# Jancsó Ödön

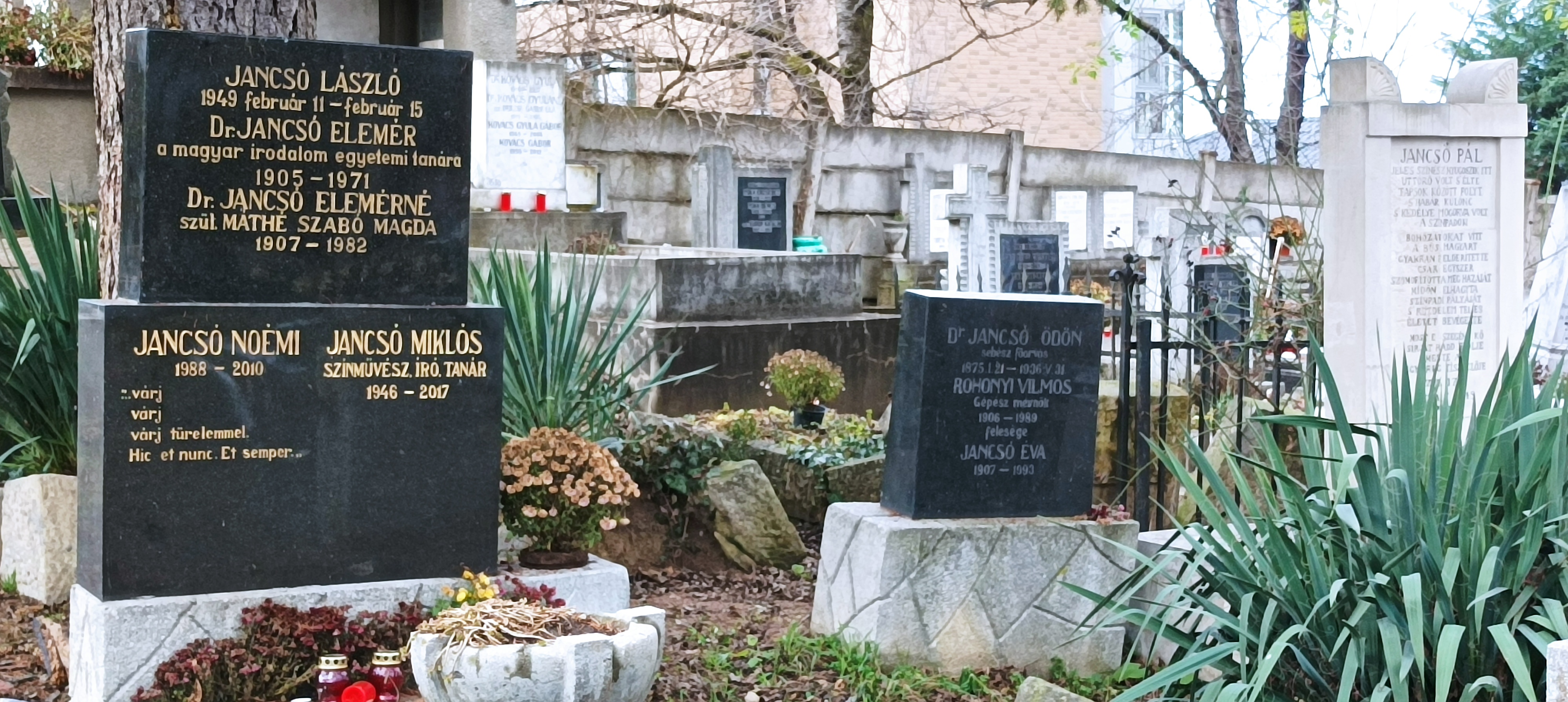
Sírja a Házsongárdi temetőben (Kertek rész) – középső sírkő

Kezdivásárhelyi Jancsó Ödön (Héjjasfalva, 1875. június 21. – Kolozsvár, 1936. május 31.) erdélyi magyar orvos, főorvos, belgyógyász, sebész, Jancsó Béla és Jancsó Elemér apja.

## Életútja
Az ősrégi székely nemesi kezdivásárhelyi Jancsó családnak a sarja; ősük Jancsó János kézdivásárhelyi lovas nemes 1613. július 13-án Báthory Gábortól címeres nemeslevelet szerzett.
Iskoláit Szászsebesen és nagyenyedi Bethlen-kollégiumban végezte. Orvosi diplomáját a kolozsvári egyetemen szerezte sebész és nőgyógyász szakosodással. Közegészségtan tanári és tisztiorvosi képesítést is szerzett. Már diákkorában tevékeny társadalmi életet élt, elnöke volt az orvosi segélyegyletnek és az egyetemi körnek. Negyedéves volt, amikor Purjesz Zsigmond felvette díjas gyakornoknak. Később Lechner Károly tanársegédje lett, és tevékenykedett mellette az elmekórtani intézetben is, de ha kellett, helyettesítette professzorát a tanításban is. Sebésznek Brandt József professzor mellett képezte ki magát.
1901-ben Marosújváron bányakerületi főorvosa lett. Nevéhez fűződik a fürdőváros felvirágoztatása, valamint a város kórház felépítése és beindítása 1912-ben. A kolerajárvány idején, még mielőtt a hatóságok léptek volna, beoltotta a marosújvári  lakosok nagy részét saját felelősségére és saját költségén. Megszervezte a helybeli iparosságot, létrehozta és felszerelte a Polgári Kaszinót. Lelkes függetlenségiként politikai szerepet is vállalt. Munkássága ismertté tette, a városban egyaránt szerették a magyarok és a románok. 1919-ben mégis elvesztette állását, annak ellenére, hogy a bányászok tiltakoztak elbocsátása ellen. 1921 őszén Kolozsvárra költözött, és magánrendelőt nyitott. Elsőként ő vetette fel egy református kórház létrehozásának gondolatát. Az 1933-ban megnyitott kórházban Jancsó Ödön a sebészeti és nőgyógyászati osztály főorvosa lett. Népszerűsége egyre nőtt, de 1934-ben hosszantartó tüdőgyulladás miatt három hónapig kórházban betegeskedett, szervezete legyengült, de barátai intése ellenére visszament dolgozni, ugyanolyan lendülettel rendelt, műtött, mint azelőtt. 1936 májusában ismét tüdőgyulladást kapott, amellyel a szervezete már nem tudott megbirkózni. Utódja a református kórházban  Péterffy Pál lett.